# Berylliumsulfat
Berylliumsulfat ist ein weißes Beryllium-Salz der Schwefelsäure mit der Summenformel BeSO4.

## Geschichte
Berylliumsulfat wurde erstmals 1815 von Berzelius isoliert.

## Herstellung
Berylliumsulfat kann durch Auflösung von Berylliumcarbonat oder Berylliumhydroxid in verdünnter Schwefelsäure gewonnen werden.
{\displaystyle \mathrm {2\ BeCO_{3}+H_{2}SO_{4}\longrightarrow BeSO_{4}+H_{2}O+CO_{2}\uparrow } }
{\displaystyle \mathrm {Be(OH)_{2}+H_{2}SO_{4}\longrightarrow BeSO_{4}+2\ H_{2}O} }

## Eigenschaften

### Physikalische Eigenschaften
Vom Berylliumsulfat existieren mehrere Hydrate: Im Handel erhält man die Verbindung als Tetrahydrat mit der Summenformel BeSO4 · 4 H2O, welches bei 111,5 °C in das Dihydrat BeSO4 · 2 H2O, und bei 158 °C in das Monohydrat BeSO4 · H2O übergeht. Dieses kann dann bei ca. 400 °C zu wasserfreiem Berylliumsulfat entwässert werden. Das wasserfreie Sulfat selbst ist bis ca. 580 °C stabil.
Ferner existiert ein Hexahydrat BeSO4 · 6 H2O, das bei ca. 76 °C in das Dihydrat übergeht.
Wasserfreies Berylliumsulfat ist nur langsam und schlecht wasserlöslich. Dagegen ist das Tetrahydrat gut wasserlöslich.

### Chemische Eigenschaften
Im Salz liegt das Berylliumion als [Be(H2O)4]2+ vor, da die Koordinationszahl 4 für Berylliumionen typisch ist (Hauptgruppenelement).
Es bildet mit Alkalimetallsulfaten schlecht kristallisierende blumenkohlartige Krusten, die als Doppelsalze mit der Summenformel Me2Be(SO4)2 · 2 H2O aufgefasst werden, z. B.: K2Be(SO4)2 · 2 H2O.

## Biologische Bedeutung
Berylliumsulfat ist äußerst giftig. Bei Ratten konnte auch eine stark karzinogene Wirkung beobachtet werden.
Beim Menschen hingegen sind nur wenige Fälle bekannt.

## Vergiftung
Es sind verschiedene Formen von Berylliumvergiftungen bekannt, die zumeist von den Stäuben der Substanzen ausgehen:
Toxische Pneumonie:
- nach wiederholter oder seltener einmaliger Inhalation mit wechselnder Latenzzeit von wenigen Tagen bis mehreren Jahren ohne erkennbaren Anlass
- Symptome sind Atemnot, Husten und Fieber
- Die Krankheit verläuft schleppend und Tod kann nach Monaten des Siechtums eintreten

Berylliose:
- eine sich langsam entwickelnde granulomatöse Reaktion des Lungengewebes ("Sandsturmlunge")